# مارك إينز
مارك إينز (بالإنجليزية: Mark Innes)‏ هو لاعب كرة قدم بريطاني، ولد في 27 سبتمبر 1978 في بلزهيل ‏ في المملكة المتحدة. لعب مع أولدهام أثلتيك وبورت فايل ونادي تشيسترفيلد ونادي هايد إف سي.

## وصلات خارجية
- مارك إينز على موقع قاعدة بيانات كرة القدم.إي يو (الإنجليزية)
- مارك إينز على موقع Soccerbase.com (لاعب) (الإنجليزية)